# Solenopsis reichenspergeri
Solenopsis reichenspergeri is een mierensoort uit de onderfamilie van de Myrmicinae. De wetenschappelijke naam van de soort werd voor het eerst geldig gepubliceerd in 1923 door Félix Santschi.